# Dimos Pylaia-Chortiatis
Dimos Pylaia-Chortiatis (Pylaia-Chortiatis) är en kommun i Grekland.   Den ligger i prefekturen Nomós Thessaloníkis och regionen Mellersta Makedonien, i den nordöstra delen av landet, 300 km norr om huvudstaden Aten. Antalet invånare är 49 922. Arean är 157 kvadratkilometer.
Terrängen i Dimos Pylaia-Chortiatis är huvudsakligen kuperad.